# Station Hønefoss
Station Hønefoss is een station in  Hønefoss in de gemeente Ringerike  in  Noorwegen. Het station ligt aan Randsfjordbanen. Het huidige stationsgebouw dateert uit 1909 en is een ontwerp van Paul Armin Due.
Hønefoss kreeg een eerste station in 1868 toen Randsfjordbanen het stadje bereikte. Het huidige stationsgebouw werd gebouwd toen in 1909 Bergensbanen werd geopend. 
Vanaf Hønefoss loopt ook Roa-Hønefosslinjen. een alternatieve route naar Oslo-S. Sinds 1989 wordt deze lijn enkel voor goederenvervoer gebruikt.